# 希拉波利斯
希拉波利斯（土耳其語：Hierapolis，希腊语：Ἱεράπολις ）意即「聖城」。是温泉顶部的古希腊城市，位于土耳其西南部，靠近代尼兹利。
希拉波利斯和棉花堡是一处联合国教科文组织世界遗产。这里的温泉自从公元前二世纪就用于疗养，人们来此治疗他们的疾病，其中许多人，退休或死在这里。庞大的墓地充满了石棺，其中包括马可·奥勒留石棺。水车也是此地一景。
大浴池用巨大的石块建造，没有使用水泥，由各个开放或封闭的组成部分连接在一起。浴室的内部有深壁龛，是图书馆，体育馆等封闭或开放的空间。这个建筑群建于公元前2世纪，构成了拱顶式建筑的典范。这个建筑群现在是一个考古博物馆。